# Parc de l'ours
Le Parc de l'ours (en finnois : Karhupuisto, en suédois: Björnparken) est un parc du quartier de Kallio  à Helsinki en Finlande.

## Présentation
Le parc de l'ours est de forme triangulaire.
À sa bordure ouest, le long de la ligne 5, il y a les arrêts des  lignes de tramway 3 et 9.
À sa bordure Est, le bus 51 a un arrêt sur Fleminginkatu. 
La rue Agricolankatu marque la limite Nord du parc.